# Capri-Revolution
Pour plus de détails, voir Fiche technique et Distribution.
Capri-Revolution est un film franco-italien écrit et réalisé par Mario Martone, sorti en 2018. Interprété par Marianna Fontana, Reinout Scholten van Aschat et Antonio Folletto, il relate la rencontre d'un groupe de jeunes Nord-Européens avec les habitants de Capri en 1914.
Capri-Revolution fait partie de la sélection officielle du festival de Venise 2018.

## Synopsis
En 1914 à Capri, alors que l'Italie est sur le point de s'engager dans la Première Guerre mondiale, un groupe de jeunes artistes venus d'Europe du Nord s'installe sur l'île pour y pratiquer leurs talents. Ils y rencontrent bientôt une jeune gardienne de chèvres, Lucia, et le médecin de l'île, Carlo.

## Fiche technique
- Titre : Capri-Revolution
- Titre original : Capri-Revolution
- Réalisation : Mario Martone
- Scénario : Mario Martone et Ippolita Di Majo
- Direction musicale : Sascha Ring et Philipp Thimm
- Direction artistique : Giancarlo Muselli
- Décors : Laura Casalini
- Costumes : Ursula Patzak, Katia Schweiggl
- Photographie : Michele D'Attanasio
- Son : Alessandro Zanon
- Montage : Jacopo Quadri et Natalie Cristiani
- Production : Nicola Giuliano, Francesca Cima, Jérôme Seydoux, Ardavan Safaee et Muriel Sauzay
- Sociétés de production : Indigo Film, Pathé Pictures, Rai Cinema
- Budget :
- Langue originale : italien, napolitain, français, anglais, russe
- Pays d'origine :  France et  Italie
- Format : couleur
- Genre : drame, historique
- Durée : 122 minutes
- Date de sortie :
  - Italie : 6 septembre 2018 (Mostra de Venise 2018), 20 décembre 2018  (sortie nationale prévue)
  - Corée du Nord : 8 octobre 2018 (Festival international du film de Busan)
  - France : 16 janvier 2019
  - France : 27 avril 2019 (Festival du film italien de Tokyo)

## Distribution
- Marianna Fontana : Lucia
- Reinout Scholten van Aschat : Seybu
- Antonio Folletto : Carlo
- Jenna Thiam : Lilian
- Lola Klamroth : Nina
- Ludovico Girardello : Luca
- Gianluca Di Gennaro : Antonio
- Maximilian Dirr : Hermann
- Donatella Finocchiaro : la mère
- Eduardo Scarpetta : Vincenzo

## Distinctions
- festival de Venise 2018
  - Sélection officielle[1].
  - Francesco Pasinetti Award (Syndicat national des journalistes de cinéma italiens)
  - Lizzani Award – ANAC (Association nationale des auteurs pour le cinéma)
  - ARCA Cinemagiovani Award (jeunesse) : meilleur film italien
  - La Pellicola d'Oro Award : meilleurs costumes à Katia Schweiggl
  - Premio Soundtrack Stars (musiques de film) : Sacha Ring et Philipp Thimm
  - Sfera 1932 Award

- 64e cérémonie des David di Donatello : David di Donatello du meilleur musicien pour Apparat et Philipp Thimm et des meilleurs costumes[2],[3].